# Elezioni legislative in Francia del 1906
Le elezioni legislative in Francia del 1906 per eleggere i 583 membri della Camera dei Deputati si sono tenute dal 6 al 20 maggio. Il sistema elettorale utilizzato fu un maggioritario a doppio turno per ogni arrondissement.

## Risultati
|                                            |                                                     |            |      |       |
| Partito                                    | Partito                                             | Voti       | Voti | Seggi |
| Partito                                    | Partito                                             | Numero     | %    | Seggi |
|                                            | Partito Radical-Socialista (PRRRS)                  | 2 514 508  | 29,2 | 132   |
|                                            | Federazione Repubblicana (FR)                       | 1 864 557  | 21,7 | 115   |
|                                            | Azione Liberale Popolare (ALP)                      | 1 238 048  | 14,4 | 90    |
|                                            | Sezione Francese dell'Internazionale Operaia (SFIO) | 877 221    | 10,2 | 78    |
|                                            | Destre (DR)                                         | 717 137    | 8,3  | 66    |
|                                            | Alleanza Repubblicana Democratica (ARD)             | 703 912    | 8,2  | 54    |
|                                            | Socialisti indipendenti (SI)                        | 692 029    | 8,0  | 48    |
| Totale voti                                | Totale voti                                         | 8 607 412  | 100  | 583   |
| Elettori iscritti                          | Elettori iscritti                                   | 11 341 062 | –    | –     |
| Astenuti                                   | Astenuti                                            | 2 733 650  | 24,1 | –     |
| Fonte: Rois & Présidents, France Politique |                                                     |            |      |       |